# 0439
0439 è il prefisso telefonico del distretto di Feltre, appartenente al compartimento di Venezia.
Il distretto comprende la parte sud-occidentale della provincia di Belluno e alcuni comuni della provincia di Trento. Confina con i distretti di Cavalese (0462) a nord, di Belluno (0437) a est, di Montebelluna (0423) a sud, di Bassano del Grappa (0424) e di Trento (0461) a ovest.

## Aree locali e comuni
Il distretto di Feltre comprende 15 comuni compresi nelle 2 aree locali di Feltre (ex settori di Feltre e Quero) e Fiera di Primiero (ex settori di Fiera di Primiero, Fonzaso e Lamon). I comuni compresi nel distretto sono: Arsiè, Canal San Bovo (TN), Cesiomaggiore, Feltre, Fonzaso, Imer (TN), Lamon, Mezzano (TN), Pedavena, Primiero San Martino di Castrozza (TN), Sagron Mis (TN), Seren del Grappa, Setteville e Sovramonte.